# 애슈몬트-매터팬 고속선
애쉬몬트-매터팬 고속선(영어: Ashmont–Mattapan High Speed Line)은 보스턴 지하철의 레드 라인의 일부 급행 노선을 구성하는 경전철 노선이다. 보스턴과 밀턴을 지나는 노선은 1929년 8월 26일에 통근 전용 철도 노선으로 개조하였으며, PCC 전차(PCC streetcar)를 독점적으로 철도 차량으로 사용하였다. 중전철을 운용하는 레드 라인과 신호 체계가 다르기 때문에 상호 직통 운전을 하지 않으며, 애쉬몬트 역에서 별도로 환승을 해야한다.
노선명의 "고속선(high speed line)"이란 용어는 역사적 흔적을 지닌 상징으로, 대부분의 트롤리 노선이 자동차 도로와 병용 주행 하는 반면, 이 노선은 전 구간이 자동차 도로와 분리된 별도의 철도 노선을 사용한다. 2.6마일 (4.2 km)의 경로는 전차 차량 전용으로 사용되며, 2개의 공공 등급 교차점이 있다. 모든 역은 저상 승강장으로 밸리로드 역을 제외한 모든 역이 휠체어 리프트 또는 장애인 접근성을 위한 목조 램프로 개조되었다.

## 구간

노선도

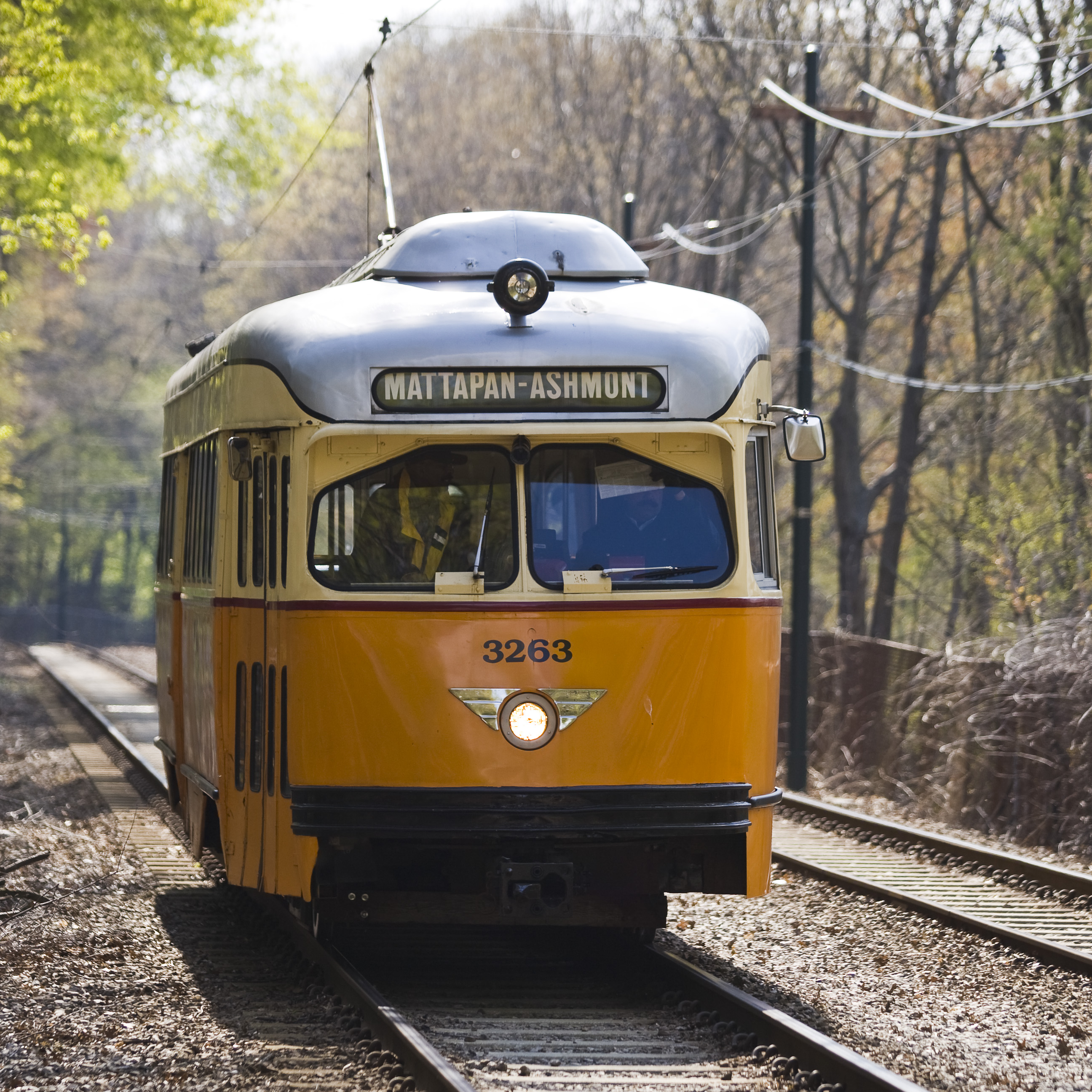
PCC 스트리트카 3263 차량

애쉬몬트-매터팬 선은 보스턴 시내에서 시종착하지만, 남쪽 구간의 대부분은 이웃 밀턴의 북부에 있다. 이는 1920년대까지 통근 열차 운행을 했던 올드 콜로니 철도(Old Colony Railroad)의 2개 지점의 통행권을 따름에서 비롯되었다. 경로의 대부분은 네폰세트 강과 평행을 이루며 두 번 교차한다. 통행 우선권은 MBTA가 소유하고 있으며 2.6 마일 (4.2 km) 노선에서 2개의 건널목만이 있다.
시더그로브(Cedar Grove)와 버틀러(Butler) 역 사이에는 시더그로브 공동 묘지(Cedar Grove Cemetery)의 중앙을 통과하는 노선이 있다.

## 역사

### 통근 열차 노선 시대
도체스터 & 밀턴 브랜치 철도는 1847년 12월에 올드 콜로니(Old Colony) 메인 선의 네폰세트(Neponset)에서 밀턴 밀스(Milton Mills, 이후 밀턴 로어 밀스(Milton Lower Mills)를 거쳐 밀턴(Milton)으로 간략화)를 경유하여 도테스터의 매터팬 역(Mattapan station)에 이르는 구간이 문을 열었다. 이 선은 올드 콜로니의 밀턴 지선(네폰세트 지선)으로 즉시 이어졌다. 올드 콜로니는 1872년에 해리슨 스퀘어(Harrison Square)에서 피버디 스퀘어(Peabody Square)을 거쳐 밀턴 로어 밀스 (Millton Lower Mills)까지 이르는 샤멋 브랜치 철도(Shawmut Branch Railroad)를 지었다. 대부분 매터팬 여객 서비스는 밀턴의 동쪽에 있는 새로운 지점으로 전환하였는데, 습지 지역보다는 조밀한 도시 지역을 통과하였다. 올드 콜로니 철도(Old Colony Railroad)와 그 지선은 1893년 뉴욕, 뉴헤이븐 앤드 핫퍼드 철도(New York, New Haven and Hartford Railroad)에 인수되었다.
보스턴 고가 철도(Boston Elevated Railway, BERy)가 1910년대 초기에 케임브리지-도체스터 선을 처음 건설할 때, 앤드류에서 에드워드 에버렛 스퀘어(Edward Everett Square), 컬럼비아 스퀘어(Columbia Square), 보든 산(Mount Bowdoin)을 경유해 코드먼 스퀘어까지 남쪽으로 확장할 계획이었다. 이 루트는 뉴헤이븐의 샤멋(Shawmut) 지선과 미들랜드(Midland) 구간과 평행을 이루었다. 그러나 그 기간이 끝날 무렵, 뉴헤이븐이 소유한 두 노선의 승객 수송량은 포레스트 힐스, 에글리스턴, 더들리 스퀘어 및 앤드류에서 급행 환승 열차와 연결된 BERy의 전차 노선에 의해 크게 급감하였다. 1920년경, BERy는 뉴헤이븐과 보스턴 교통위원회(Boston Transit Commission)와 함께 Dorchester Circuit Plan 계획을 추구하기로 합의를 하였다. 이 계획하에, 양방향의 철도 루프가 올드 콜로니 메인 선을 따라 앤드류에서 남쪽으로 뻗어서, 샤멋 지선과 밀턴 지선을 통해 매터팬을 거쳐, 터널에서 미들랜드 구간으로 넘어가고, 미들랜드의 우회 도로와 다른 터널 구간을 통해 앤드류로 돌아온다.

### 도시 철도로 전환
미들랜드 지선이 인구 밀집 지역에 더 많이 운영했음에도, 샤멋 지선에 따른 부동산 거래가 해당 주 정치인들에게 이익을 주는 것으로 나타났다. 이후 샤멋 지선을 따른 매터팬 간의 도시 철도 확장 공사가 1923년 3월 23일에 승인되었다.
1927년 증기기관차의 생산이 중단되었고, 노면 전차(streetcar)용으로 개조되어 2년간 운행을 중단하였다. 당시 보스턴에서 애쉬몬트-매터팬 간 열차를 운행할지의 여부는 논란이 있었으나, 본격적인 지하철 운행 비용은 보스턴 고가 철도(Boston Elevated Railway)쪽이 매우 높았기 때문에 명백하였다. 1929년 8월 26일 애쉬몬트에서 밀턴(Milton)간 노선이 개통되고, 1929년 12월 21일 밀턴에서 매터팬간 노선이 개통하였다.
1968년 3월 18일, 네폰세트 강의 범람으로 밀턴 역이 물에 잠기게 되었다. 유역 복원으로 3월 21일 오전 6시에 복원 작업이 시작되었고, 오후 4시 30분에 운영을 재개하였다.
2006년 6월 24일부터 애쉬몬트 역과 매터팬 역의 개조 공사로 인해 2006년 6월 24일부터 운행을 중단하였다. 이후 2007년 12월 22일에 운행을 재개하였다. 개조 과정에서 여러 역 들이 더 나은 접근성과 현대화에 맞추었다. 경사로를 위한 공간이 없는 가장 가까운 도로에서 높이가 낮아진 밸리 로드 역을 제외한 모든 역이 휠체어 접근이 가능해졌다.
애쉬몬트-매터팬 선 역사는 개조 공사가 끝날 때까지 (레드 라인과 동일한) 붉은색 역명판을 사용하였다. 2007년에 재개통 할 때, 노선과 일치시키는 MBTA의 노선 색 선정 관행과 반대로, 경전철 문자를 나타내기 위해 녹색 역명판을 사용하였다. 그러다가, 2008년 녹색 역명판에서, 노선 색과 일치하는 붉은색 역명판으로 바뀌었다.

## 역 목록

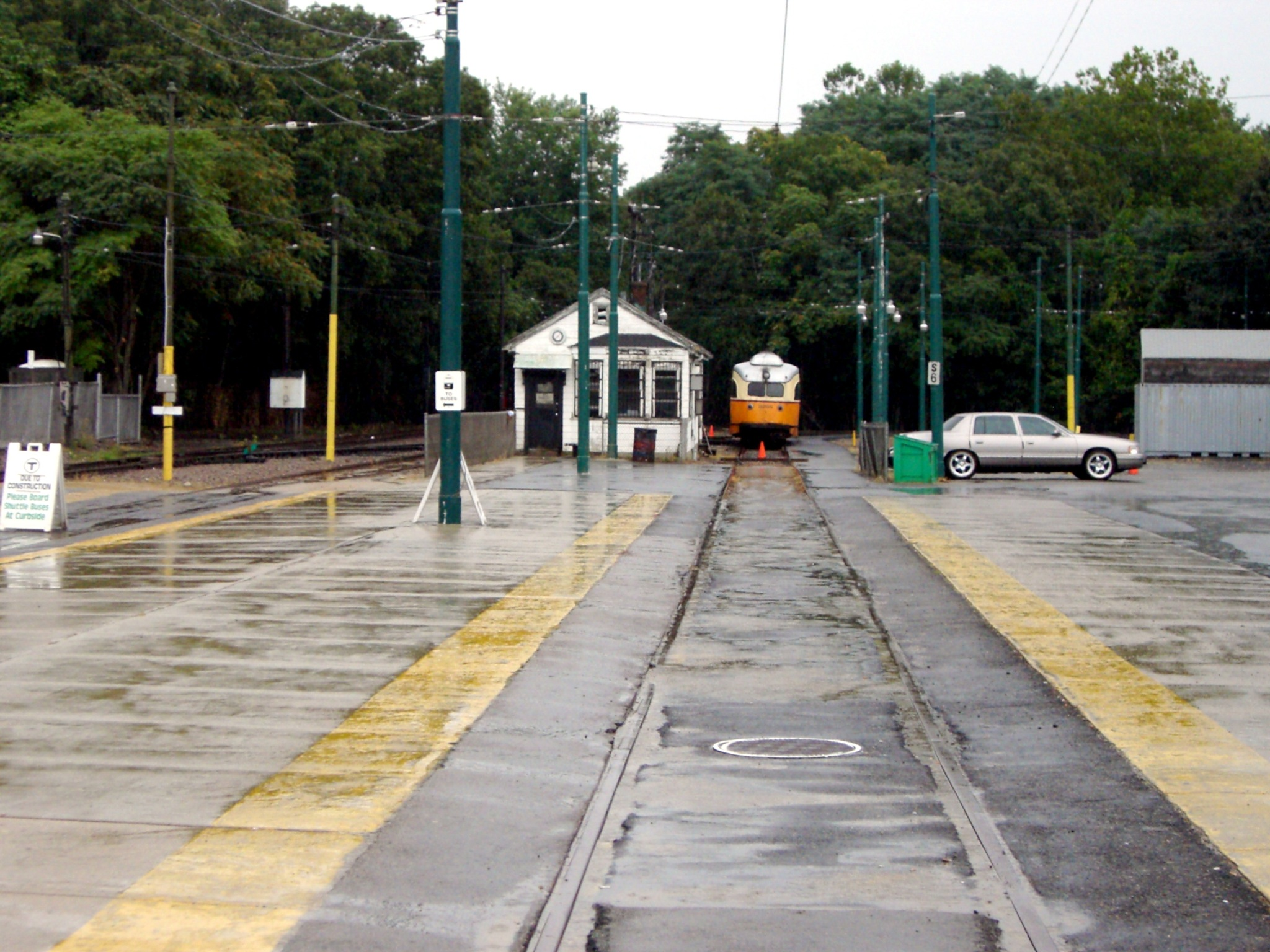
2007년 개조 공사 이전의 매터팬 역

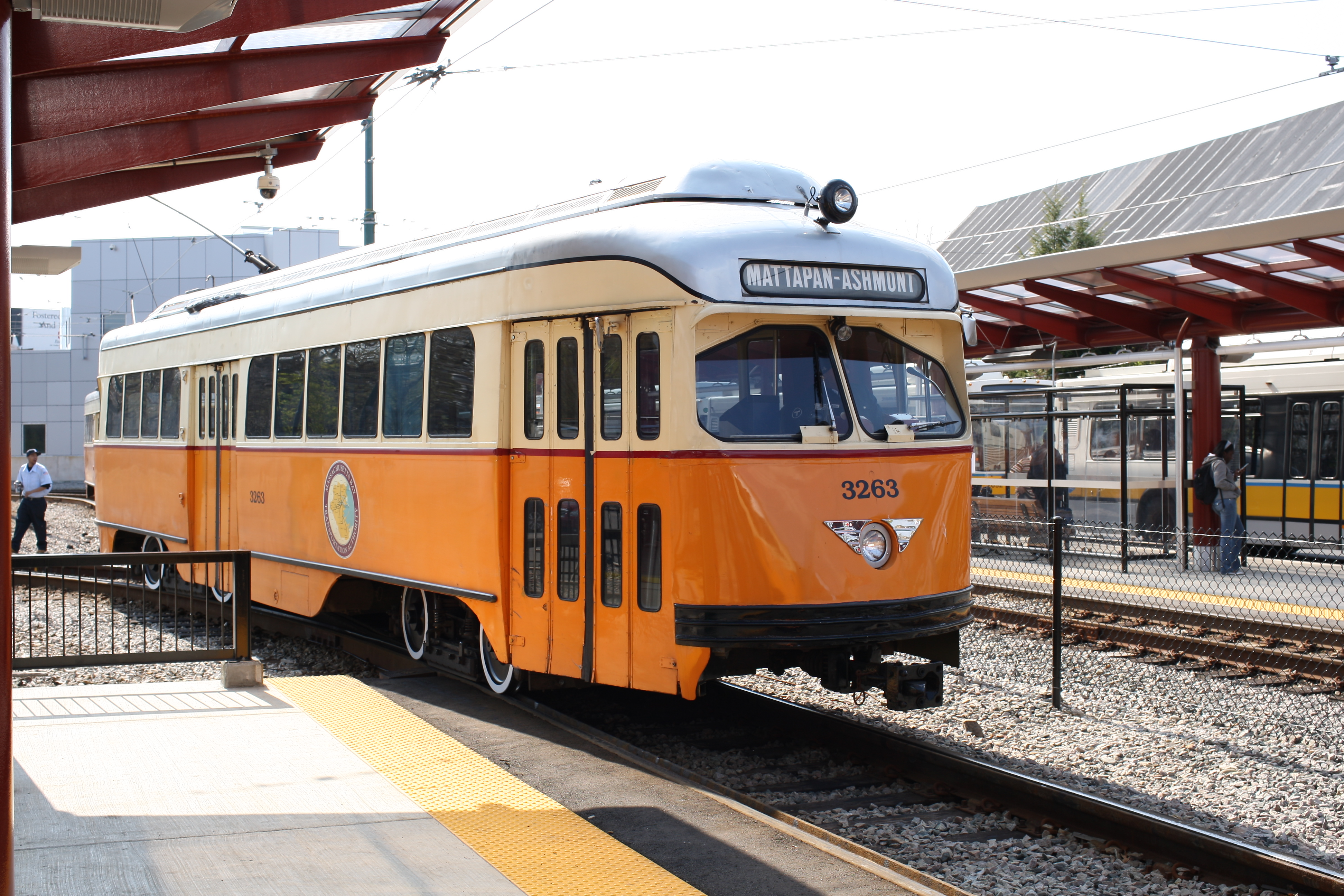
매터팬 역에 정차한 PCC 스트리트카 3263 차량

| 역명                         | 소재지                                    | 개업일자         | 환승 및 참고        |
| ---------------------------- | ----------------------------------------- | ---------------- | ------------------- |
| 애쉬몬트 Ashmont             | Ashmont Street and Dorchester Avenue      | 1929년 8월 26일  | 레드 라인 시·종착역 |
| 시더그로브 Cedar Grove       | Fellsway Street and Milton Street         | 1929년           |                     |
| 버틀러 Butler                | Butler Street and Branchfield Street      | 1931년 10월 7일  |                     |
| 밀턴 Milton                  | 1 Adams Street at 1 Eliot Street          | 1929년 8월 26일  |                     |
| 센트럴 애비뉴 Central Avenue | Central Avenue off Eliot Street           | 1929년           |                     |
| 밸리 로드 Valley Road        | Valley Road off Eliot Street              |                  |                     |
| 케이픈 스트리트 Capen Street | Capen Street off Eliot Street             | 1930년 9월       |                     |
| 매터팬 Mattapan              | 500 River Street at 1670 Blue Hill Avenue | 1929년 12월 21일 | 시·종착역           |

## 철도 차량

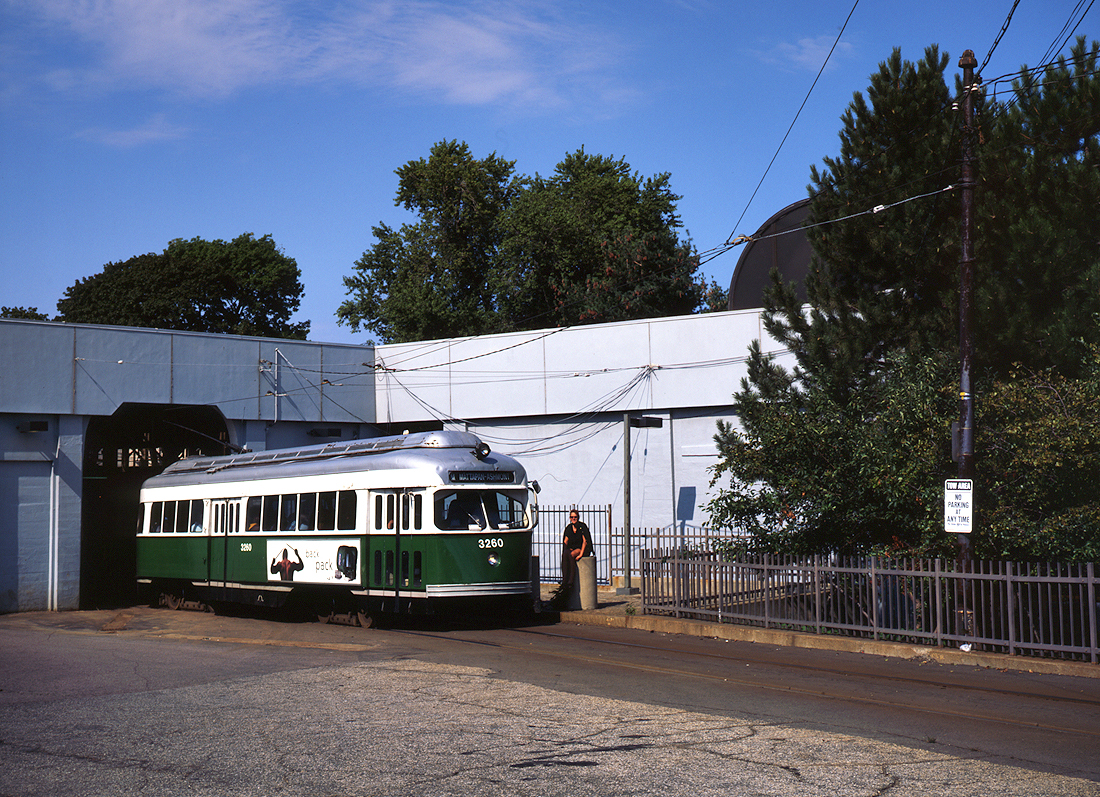
1999년 애쉬몬트 차량기지에 정차한 구형 초록 도색의 PCC 스트리트카 3260 차량

철도 차량은 새로 개조된 PCC 스트리트카를 사용하며, 이전에는 그린 라인과 공유하던 차량의 일부였다. 철도 차량은 1920년대 전차용으로 제작된 선로가 그린 라인에서 사용되는 더 무거운 현대식 차량을 수용하기 위해 실질적으로 재구성되어야 하기 때문에 크게 유지되었다. 오래된 노면 전차를 운행하는 대부분의 철도 노선과 달리, 이 노선은 보존전차 관광 명소가 아닌 현대 대중 교통 시스템의 필수적인 부분이다.
현재 운용되는 PCC 차량은 1945년~46년에 풀먼 스탠다드(Pullman-Standard)에서 구축된 "전시(Wartime)" PCC이다. 1955년까지 PCC 차량이 애쉬몬트-패터팬 선에 배정되지 않았지만, 제작 후 보스턴에서 지속적인 수익 서비스를 해왔다.
현재의 차량은 1978년~83년에 PCC 차량 개조 계획의 일부로 개조되었고, 1999년~2005년에 다시 개조되었다. 후자의 개조 동안, 차량은 기존의 녹색 도색에서 최초의 도색과 유사하게 더 밝은 주황색 및 크림색으로 재도색되었다. 차량은 또한 독특한 지도 형태의 MBTA 로고가 붙여 있는데, 1948년과 1955년 사이에 발견된 옛 메트로폴리탄 교통공사(Metropolitan Transit Authority) 지도 로고를 연상케 하는 형태이다.
MBTA는 여러 차례 PCC 전차를 최신 트롤리 및 버스로의 교체를 제안 받았고, 매번 상당한 지역 반대에 부딪혔다.
2016년 6월에 MassDOT 이사회에서 승인된 FY2017-FY2021 자본 투자 계획에서, 370만 달러를 포함한 비용에서, PCC 차량을 유지 보수하기 위한 9백만 달러를 배정하였다. 이 계획은 또한 "PCC 차량 교체-대체 서비스(PCC Car Replacement-Alternative Service)"에 5백만 달러를 할당하였다.

### "Snowzilla"
선로의 재설을 위해, MBTA에서 제트 엔진 구동 제설기를 관리하기 시작했는데, 이 제설기는 Portec RMC 허리케인 제트 스보우 블로어, 모델 RP-3으로, MBTA 대변인 Joe Pesaturo가 "스노우질라(Snowzilla)"라고 칭하였다. 스노우질라의 무게는 26,000 파운드에 12 x 2 피트로, 웨스팅하우스 J34(Westinghouse J34) 터보제트 엔진으로 구동된다. 노선 제설을 시행하는데 약 500 갤런의 제트 연료를 사용한다. 제설기를 따로 구동하는 이유는, 다른 T 노선은 보통 열차로 재설이 되지만, 이 노선의 오래된 차량을 재설에 사용하면 탈선이 되기 때문이다.

## 같이 보기
- 보스턴 지하철
- 레드 라인
- PCC 전차(PCC streetcar)